# Nogal de las Huertas
Nogal de las Huertas es un municipio de España, en la Tierra de Campos palentina, de Castilla y León.

## Geografía
Tiene un área de 13,79 km² con una población de 52 habitantes (INE 2007) y una densidad de 4,50 hab/km². Se encuentra a 47 km de la capital provincial (Palencia) y a pocos kilómetros de Carrión de los Condes.
Su término municipal incluye la pedanía de:
- Población de Soto.

## Geografía humana

### Demografía
Cuenta con una población de 46 habitantes (INE 2024).
| Gráfica de evolución demográfica de Nogal de las Huertas entre 1842 y 2021 |
| |
| Población de derecho según los censos de población del INE Población de hecho según los censos de población del INEEntre el censo de 1857 y el anterior, crece el término del municipio porque incorpora a 345073 (Población de Soto) |

| 1900 | 1910 | 1920 | 1930 | 1940 | 1950 | 1960 | 1970 | 1981 | 1991 | 1996 | 2001 | 2004 | 2006 |
| 373  | 376  | 356  | 369  | 367  | 361  | 323  | 201  | 112  | 84   | 80   | 65   | 62   | 56   |

## Patrimonio

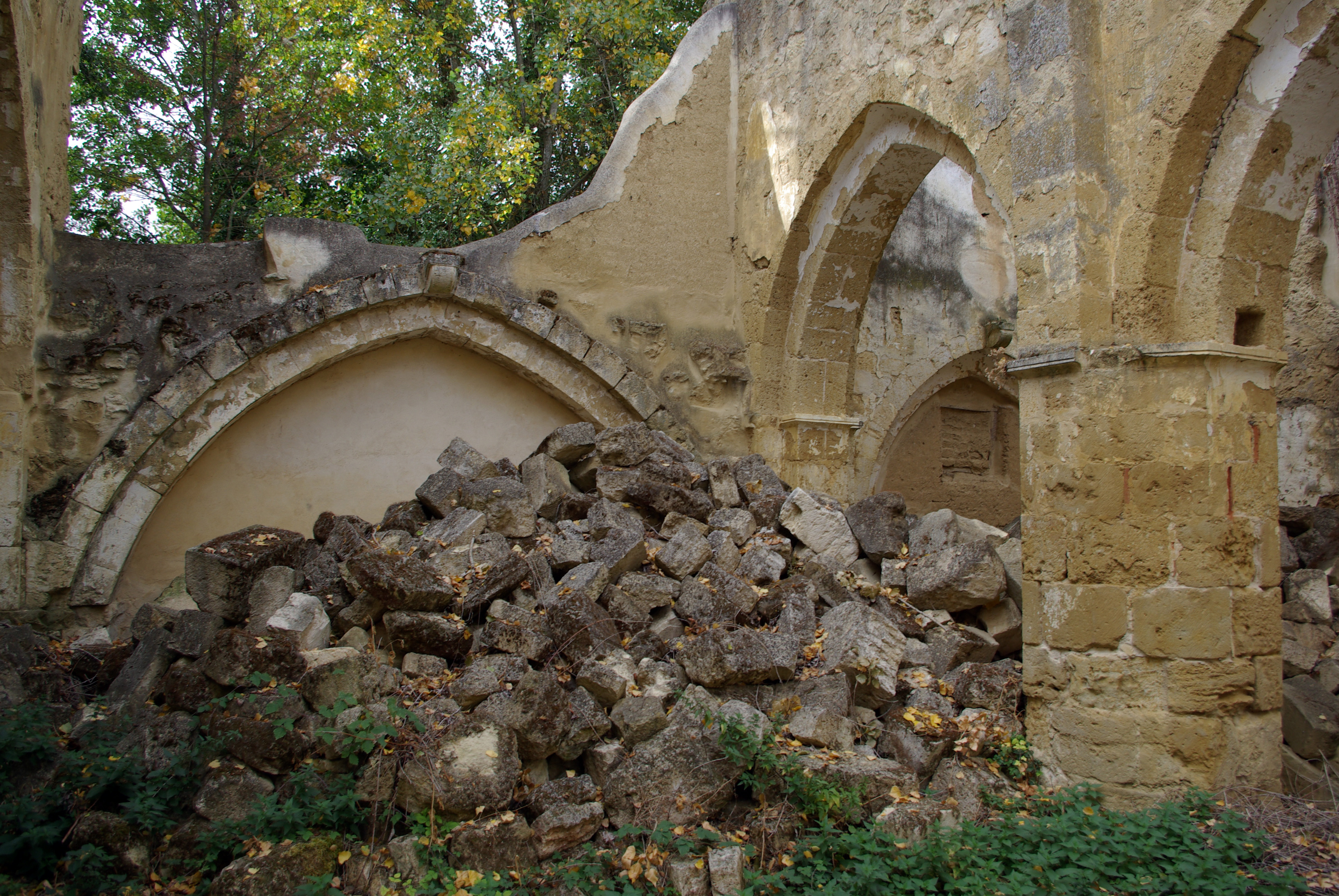
Ruinas del monasterio

- Monasterio de San Salvador: Es el monumento más antiguo del románico palentino. Fundado en el año 1063 por la condesa Elvira Sánchez. Las bóvedas se han desplomado y la vegetación se come poco a poco lo que queda del inmueble. El piso ya no existe, a excepción de un tramo empedrado en la nave lateral del Evangelio. Se han realizado reparaciones de urgencia insuficientes y poco respetuosos que no han impedido que sigan los derrumbes. Se han limpiados los accesos. Incluido en la Lista roja de patrimonio en peligro de la fundación Hispania Nostra.
- Antiguas escuelas: Rehabilitadas como iglesia.

## Vecinos ilustres
- Miguel Gonzalo Liquete, fraile dominico